# Trolejbusová doprava v Šanghaji

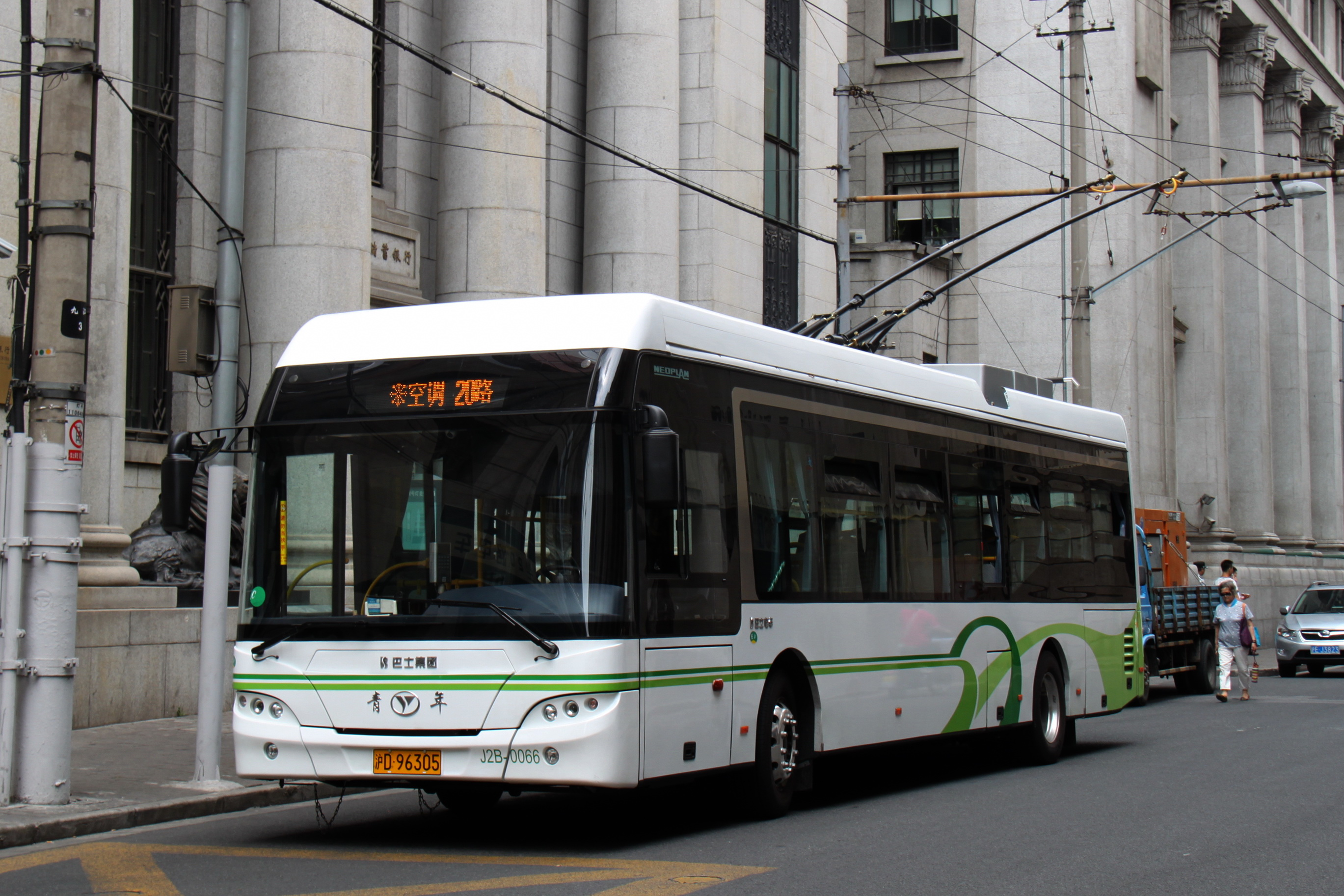
Trolejbus Youngman Neoplan v Šanghaji

Provoz trolejbusové dopravy v Šanghaji byl zahájen v roce 1914. Jedná se tak o nejstarší funkční trolejbusový provoz na světě.

## Historie

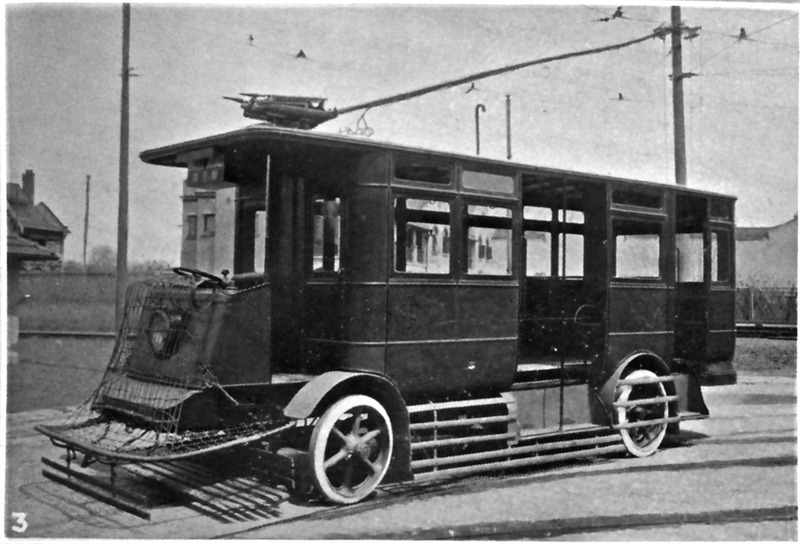
Jeden z původních šanghajských trolejbusů

Provoz trolejbusů v Šanghaji byl zahájen 15. listopadu 1914 na trati dlouhé 1,1 km vedené po dnešní Fu-ťienské ulici. Následujícího roku byla otevřena trať po Pekingské ulici. Obě linky obsluhovalo celkem sedm vozidel. Velký rozvoj nastal díky rozhodnutí městské rady po roce 1924, kdy byla délka trolejbusové sítě rozšířena z 3,5 km na 33 km. Dopravce, šanghajský elektrický podnik provozující rovněž místní tramvaje, tehdy nakoupil 100 nových trolejbusů.
Síť se postupně rozrůstala a vrcholu dosáhla v roce 2004, kdy zde jezdilo na více než 20 linkách téměř 900 vozidel. V dalších letech však byl trolejbusový provoz omezován, přičemž v roce 2014 zde bylo v provozu asi 260 vozidel na 12 linkách. Přesto se jedná o jeden z největších trolejbusových systémů na světě mimo postsovětské země.

## Vozový park
Původních sedm vozů z let 1914 a 1915 vyrobila anglická společnost Railless Electric Traction a vybaveny byly elektrickou výzbrojí od anglické firmy Dick, Kerr & Co. Ve 20. letech 20. století byla nakoupena vozidla se šasi od Associated Equipment Company (s výzbrojí od dalších britských výrobců), přičemž jejich karoserie si postavil šanghajský dopravní podnik sám. Roku 1951 byla zahájena výroba trolejbusů v místní továrně, která dodávala vozidla pro Šanghaj i další čínské provozy. Ve druhé polovině 60. let bylo do Šanghaje dodáno 20 československých trolejbusů Škoda 8Tr.
Od roku 2014 jsou nakupovány trolejbusy značky Youngman Neoplan.